# وینچنزو ویویانی
 وینچنزو ویویانی (انگلیسی: Vincenzo Viviani؛ زاده ۵ آوریل ۱۶۲۲ – درگذشته ۲۲ سپتامبر ۱۷۰۳) ریاضی‌دان و فیزیک‌دان اهل ایتالیا بود.از کار های او می‌توان به هندسه فضایی اشاره کرد